# Wohnkabine

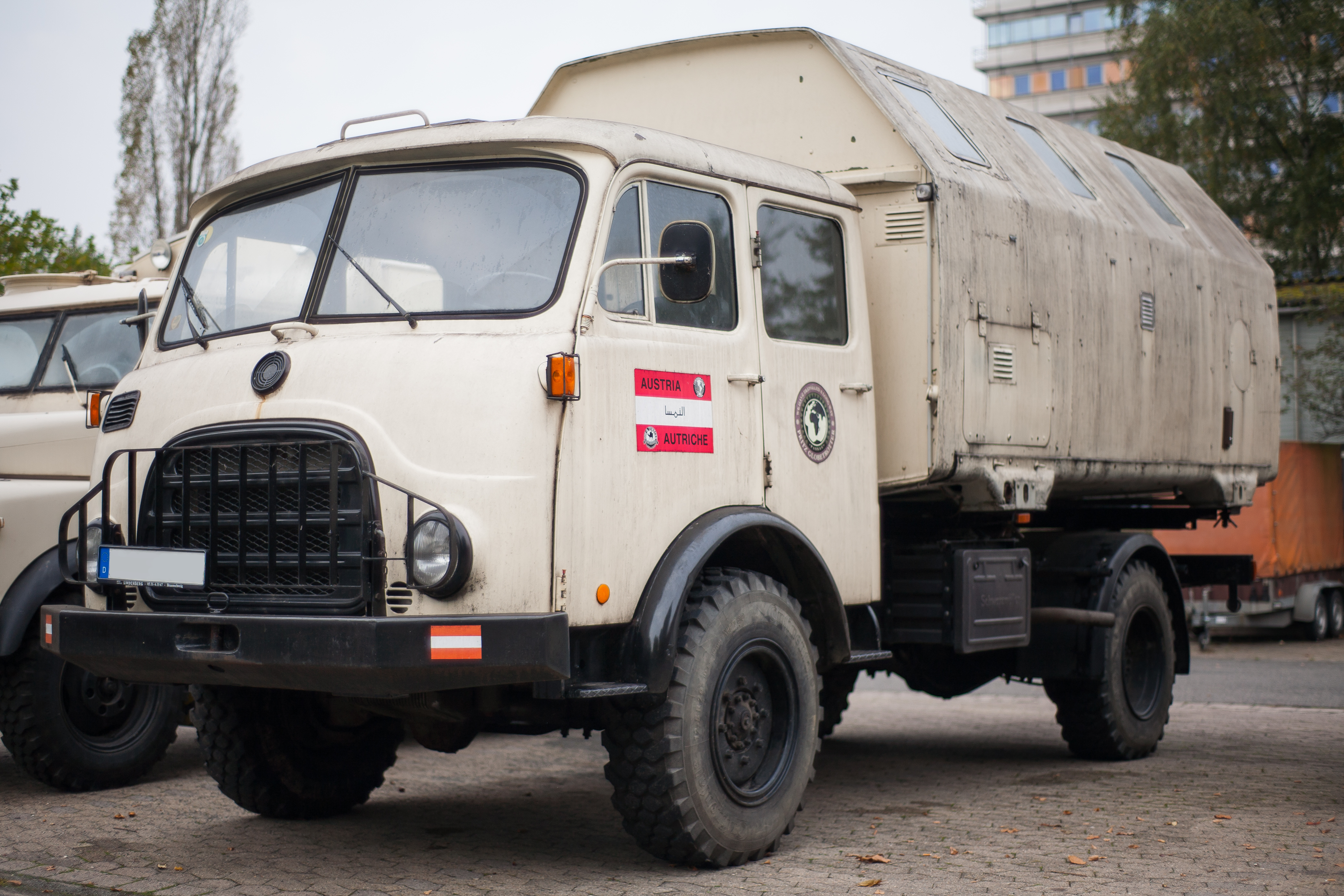
Wohnkabine auf Basis eines leicht absetzbaren Koffers LAK II auf einem Steyr-680M-Expeditionsfahrzeug

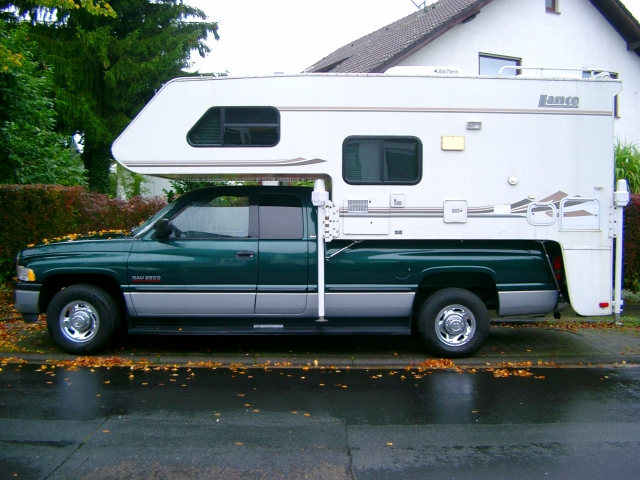
Lance RV auf einem Dodge Ram Truck 2500

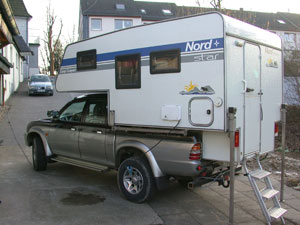
Eine Wohnkabine auf einem Pickup Mitsubishi L200

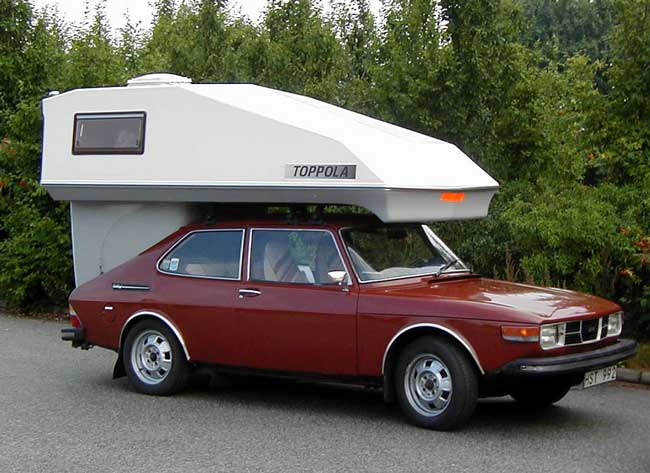
Toppola-Wohnkabine auf einem Saab 99

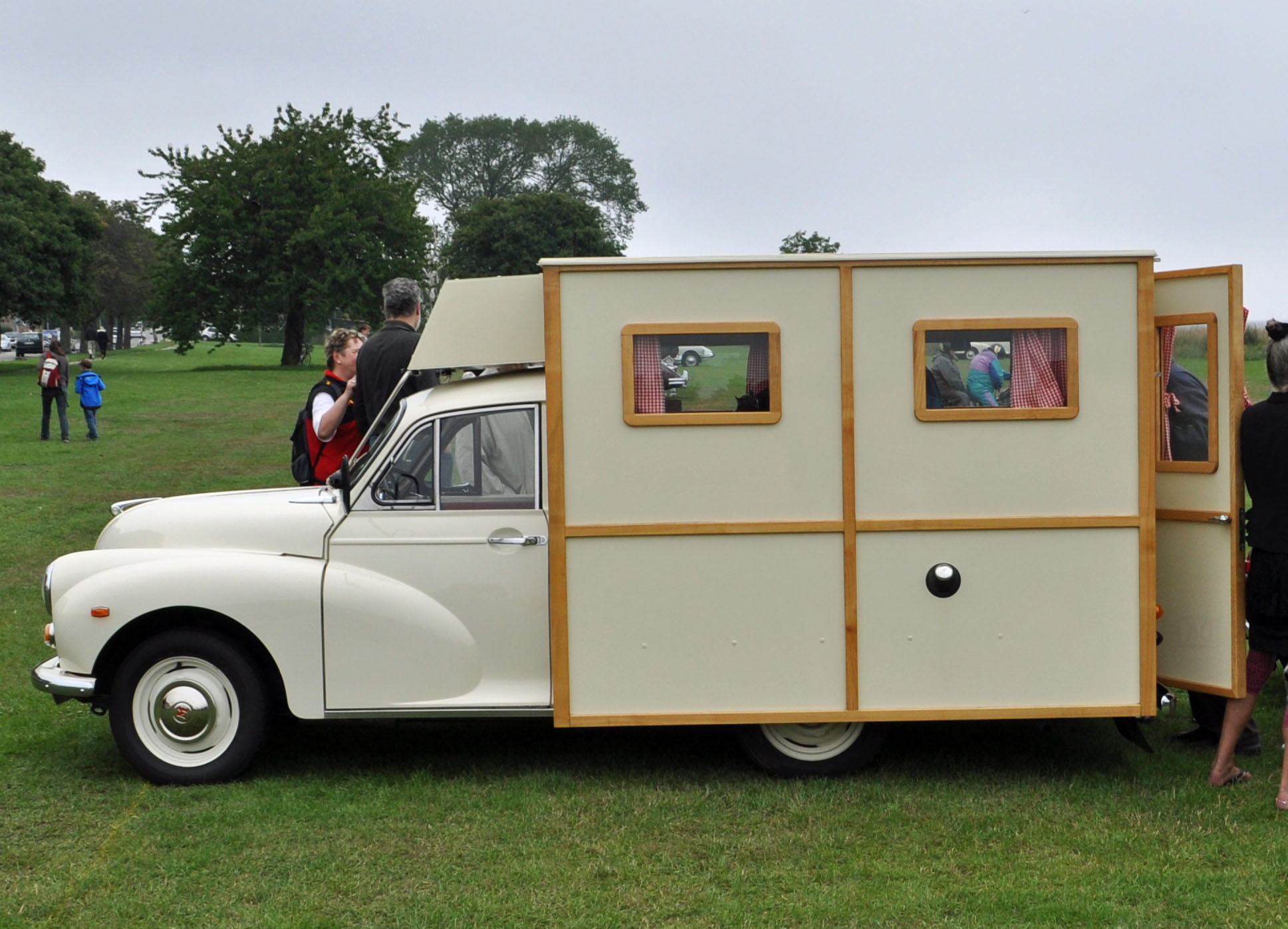
Morris Minor mit Wohnkabine

Als Wohnkabine oder Absetzkabine (engl. demountable camper, amerik. truck-camper) werden Wohnaufbauten bezeichnet, die auf einen Pick-up, LKW oder ähnliche Fahrzeuge bei Bedarf aufgesetzt und befestigt werden können. Das Fahrzeug kann nach dem Absetzen der Wohnkabine anderweitig weiter genutzt werden. Nur bei Bedarf wird ein Wohnmobil (engl. motorhome) daraus.

## Versionen
Es gibt die Hardwall-Camper, mit festen Wänden und einer starren Konstruktion. In Europa sind diese Kabinen den Pick-up-Größen entsprechend etwas kleiner. Hard-Wall-Camper sind oft nur bedingt geländegängig, der hohe Schwerpunkt und die Größe machen ein Manövrieren auf engem Terrain schwierig. Dafür bieten diese Kabinen am Urlaubsort den größeren Komfort.
Darüber hinaus gibt es die „Pop-Up-“ oder „Folding“-Camper. Diese Kategorie ist in der Regel eine leichte und kompakte Ausführung einer Wohnkabine. Das Dach ist bei dieser Kabinenart entweder hochzufahren oder schräg nach oben aufzuklappen. Dadurch bleibt im Fahrbetrieb der Schwerpunkt niedrig und die Abmessungen kompakt, beim Campen bieten auch diese Kabinen ausreichend Platz und Komfort. Dieser Kabinentyp ist oft geländetauglich gebaut und wird oft für Fernreisen oder Touren abseits der Straßen genutzt. Die Isolierung ist wegen der Verwendung von Planen- bzw. Zeltstoffteilen nicht so gut wie bei einem „Hard-wall“-Camper, kann aber oft mit entsprechendem Zubehör verbessert werden.

## Einrichtung
Bei den meisten Kabinen sind alle wichtigen Geräte wie Heizung, Kühlschrank, Kochgelegenheit, Spüle, Frischwassertank usw. vorhanden. Im Alkoven findet man ein großes Bett für zwei Personen. Ferner kann in den meisten Wohnkabinen die Sitzecke zu einem weiteren Schlafplatz umgebaut werden. Eine Toilette ist je nach Größe der Wohnkabine vorhanden, bei einigen Modellen sogar eine Dusche.

## Auf- und Absetzen

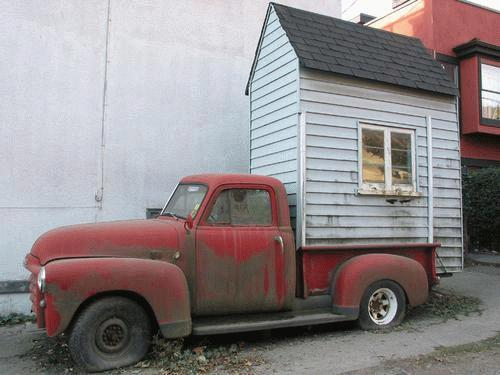
Alte Absetz-Kabine

Um die Kabine abzusetzen, werden ausfahrbare Stützen an die Kabine geschraubt, mit denen man die Kabine dann anheben kann, um das Auto herauszufahren. Gebräuchlich sind verschiedene Stützen mit mechanischen, elektrischen oder hydraulisch betriebenen Mechanismen. Die Sicherung am Fahrzeug erfolgt über Drahtseile, Spanngurte oder Ketten. Um diese anzubringen, werden auf der Ladefläche des Basisfahrzeugs Lasthaken montiert. Alternativ können auch an den Rahmen des Pick-ups Ausleger angeschraubt werden, die es gestatten, die Kabine nach außen zu verspannen.

## Pflege und Gebrauch
Da eine Wohnkabine im Unterschied zu Wohnwagen und Wohnmobilen keinen stabilen Stahlrahmen als Plattform hat, ist sie stärkeren Verwindungskräften ausgesetzt. Dies wird noch verstärkt dadurch, dass die Kabine meist an vier Punkten mit der Karosserie des Pick-ups verspannt wird. Über einen längeren Zeitraum schwächt dies die Verbindungen der Karosserieteile und Wasser kann eindringen.
Besonders mit dem Dach verschraubte Dachboxen und Gepäckträger neigen zu Undichtigkeiten an den Verschraubungspunkten und lassen dort Wasser in den Deckenbereich eindringen. Dies gilt auch für nachträglich montierte Markisen und Fahrradträger.

## Vorteile
Ein Vorteil dieser Art des Aufbaus liegt in der einfachen Möglichkeit die Kabine vom Fahrzeug zu trennen. So kann man mit aufgesetzter Kabine zum Urlaubsort reisen. Dort angekommen setzt man die Kabine ab und hat so ein Fahrzeug zur Verfügung. Es fallen keine Gebühren für die Haupt- und Abgasuntersuchung und keine Steuern an, die für ein extra Wohnmobil zu zahlen wären. Die Versicherung fällt geringer aus, da das Fahrzeug jetzt als Wohnmobil angesehen wird. 
Da die meisten 1–1/2-Kabiner-Pick-ups als Zulassungsart LKW offener Kasten haben, galt für sie mit Anhänger jedoch ein Sonntagsfahrverbot.  Hier war es vorteilhaft, die Wohnkabine eintragen zu lassen. Daraus ergab sich ein LKW offener Kasten bzw. Sonder-KFZ Wohnmobil der auch sonntags einen Anhänger ziehen durfte. 
Ein weiterer Vorteil dieser Kombination aus Wohnkabine und Pick-up liegt in der besseren Geländegängigkeit durch den Allradantrieb. Insbesondere Skandinavien-Reisende wissen eine Wohnkabine zu schätzen, da auf der Fähre keine Extrakosten für einen Wohnanhänger anfallen. Außerdem kann man z. B. sein Motorboot auf dem Trailer mitnehmen und hat dann vor Ort seine Wohnkabine als Domizil, den Pick-up als flexibles Erkundungsfahrzeug und sein Boot zum Fischen.

## Nachteile
Durch den hohen Schwerpunkt und der Kabinenbefestigung auf relativ kleiner Ebene ist eine Fahrt im Gelände trotz Allrad schwierig. Auch ältere Wohnkabinen mit einer Holzrahmenkonstruktion neigen bei häufiger Verwendung abseits befestigter Straßen zu Rissbildung in den Abdichtungen und Lösung der Konstruktionsverbindungen. Hierfür gibt es spezielle Offroadkabinen, die ein absenkbares Dach haben. Ideal sind verschweißte Aluminiumrahmen- oder vergleichbare Konstruktionen ohne Holz.

## Basisfahrzeuge für Wohnkabinen
Als Basisfahrzeuge werden Pick-ups sowie Pritschenfahrzeuge genutzt.
Eine recht kleine Variante ist die Toppola, die in normalen Schrägheck-Limousinen zum Einsatz kommt. Durch den Ausbau der Heckklappe kann sie in den Ladebereich eingesetzt werden. Toppolas wurden für Fahrzeuge von Saab und Ford hergestellt.

## Expeditionsfahrzeuge
Besonders beliebt ist die Kombination aus Wohnkabine und Basisfahrzeug mit 4×4- oder 6×6-Antrieb, womit man ein sogenanntes Expeditionsfahrzeug erhält. Diese Reisemobile sind speziell für den Einsatz abseits der Straße gebaut und werden vorrangig für Fernreisen sowie Ausfahrten auf Tracks oder Trails eingesetzt.